# بيغي شانون
بيغي شانون (بالإنجليزية: Peggy Shannon)‏ هي ممثلة أمريكية، ولدت في 10 يناير 1907 بباين بلاف في الولايات المتحدة، وتوفيت في 11 مايو 1941 في الولايات المتحدة بسبب نوبة قلبية. بدأت مشوارها المهني سنة 1930.

## وصلات خارجية
- بيغي شانون على موقع IMDb (الإنجليزية)
- بيغي شانون على موقع تيرنر كلاسيك موفيز (الإنجليزية)
- بيغي شانون على موقع أول موفي (الإنجليزية)
- بيغي شانون على موقع قاعدة بيانات برودواي على الإنترنت (الإنجليزية)
- بيغي شانون على موقع قاعدة بيانات الفيلم (الإنجليزية)